# Outarde de Vigors
Eupodotis vigorsii
Espèce
Statut de conservation UICN

 LC  : Préoccupation mineure
Statut CITES
L'Outarde de Vigors (Eupodotis vigorsii) est une espèce d'oiseaux de la famille des Otididae.

## Description
La femelle est différente du mâle. Celui-ci à sa tête, son cou et ses parties supérieures brun grisâtre avec de minuscules vermiculures noires. Les parties inférieures sont plus claires, avec un ventre blanc rosâtre. La gorge et le menton sont noirs avec une fine bordure blanche. Une tache noire se trouve au niveau de la nuque. La queue porte trois fines bandes foncées. Le cou de l'outarde de Vigors est plus brun et ses motifs faciaux différents de ceux de l'Outarde de Rüppell. 
La femelle, elle, a une taille inférieur à celle de son partenaire. Sa gorge est moins noire et elle a des couvertures alaires plus mouchetées. 
La race namaqua qui vit dans le sud de la Namibie affiche un plumage plus pâle et rosé.

## Répartition
L'Outarde de Vigors est endémique de l'ouest de l'Afrique du Sud et du sud de la Namibie. Dans cet espace géographique pourtant assez réduit, on compte officiellement deux sous-espèces : E.v. vigorsii, la race nominale (Afrique du Sud, dans l'Etat Libre d'Orange et dans le sud de la province du Cap), et E.v. namaqua (sud de la Namibie et nord-ouest de la province du Cap). Il y a peu de temps encore, l'Outarde de Vigors et l'Outarde de Rüppell constituaient une espèce unique. Certaines études n'ont pas encore pris en compte cette nouvelle division en 2 espèces à part entière, si bien que tous les livres ne donnent pas la même limite à leur aire de distribution dans le sud de la Namibie où ces 2 outardes cohabitent.

## Habitat
Elles préfèrent vigoureusement les régions arides où les sols caillouteux et sableux sont recouverts de broussailles ou de petits buissons rabougris.
Ces oiseaux ne vit presque que dans un biotope qui porte le nom local de karoo, un espace géographique bien particulier ne recevant qu'une quantité de précipitations minimes (250 millimètres par an). Ils sont bien plus nombreux dans les régions pluvieuses en été, mais beaucoup moins dans les régions arrosées en hiver. Parfois, il arrive que des Outarde de Vigors s'aventurent dans des régions de savanes (des veldes), recouvertes de buissons plus élevés. Dans la province du Cap, le long du littoral, elles ont même colonisé des pâtures et des champs de céréales dans des habitats de type maquis ou fynbos. Mais ce cas est exceptionnel et représente quasiment le seul exemple au cours duquel cette espèce s'aventure hors de la végétation du type karoo.

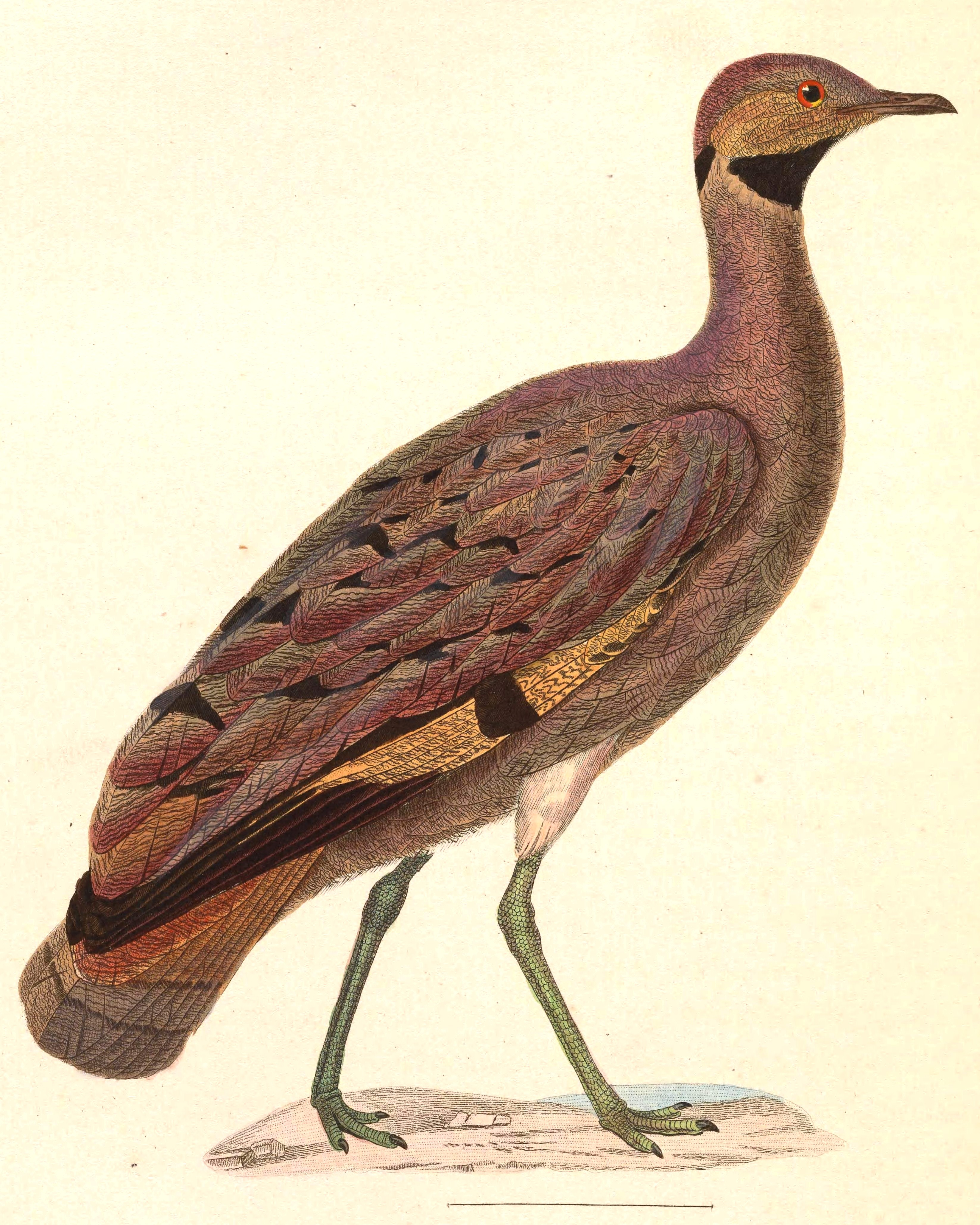
Outarde de Vigors mâle.

## Cris
Cet oiseau chante peu la journée, mais on peut entendre des chants de duo le soir. Les cris sont sonores et semblables au coassement d'une grenouille. Ce sont de puissants wrok-rak ou des wrok-rak-rak. Le mâle prononce la première syllabe en accentuant, puis la femelle lui répond.

## Comportement
L'Outarde de Vigors vit très rarement seule : elle est presque toujours en couple ou dans un groupe de 3 à 5 autres individus. 
Grâce à son plumage mimétique, elle se fond facilement dans son environnement. Il faut donc se fier à sa voix puissante et à ses fréquentes vocalisations pour la repérer - mais son identification n'est pas très aisée en raison de la ressemblance de son cri avec celui de l'Outarde plombée. 
L'Outarde de Vigors cohabite avec l'Outarde de Rüppell. On confond assez fréquemment ces deux espèces, il faut donc beaucoup d'attention et de vigilance pour les différencier. 
Les Outardes de Vigors préfèrent les endroits secs, c'est pourquoi dans les régions où tombent 250 mm de pluie par an, les territoires et les groupes sont réduits. En revanche, dans les régions où les pluies avoisinent 100 mm par an, les territoires sont plus grands (aux alentours de 3km²) et les groupes sont plus importants.
La plupart des observateurs s'accordent sur le fait que cette espèce est sédentaire. Les Outardes de Vigors paraissent plus nombreuses en hiver, du moins en Afrique du Sud. Cette plus grande visibilité s'explique par une plus grande activité à cette période de l'année. A contrario, les Outardes de Vigors semblent presque inexistantes en été en raison de leurs mœurs extrêmement discrètes à l'époque de la reproduction. La composition des groupes sociaux (un couple + 1 ou 2 subadultes mâles) incite à penser que les femelles immatures montrent une plus grande tendance à la dispersion.

## Alimentation
Les Outardes de Vigors mangent la plupart du temps végétarien. À certains moments de l'année, elle consomme surtout des fleurs d'asteracées, de brassicacées et de Mésembryanthémacées, mais les fruits, les feuilles et les bulbes sont également très importants pour leur alimentation. À ceci s'ajoutent des insectes comme les fourmis, les charançons ou les termites.

## Reproduction
En Afrique du Sud, la période de reproduction s'étale de juillet à avril, mais la plupart des pontes sont déposées en été, entre octobre et mars.
L'Outarde de Vigors est monogame et les liens conjugaux sont forts. Le nid est une simple dépression creusée sur le sol nu et souvent caillouteux. La femelle dépose habituellement un œuf, rarement 2, de couleur chamois-olive avec des petites stries brunes. Sa couleur est extrêmement mimétique et il se fond étonnamment bien dans l'environnement. Une fois qu'ils ont acquis leur autonomie, les oisillons restent en compagnie de leurs parents pendant une longue période qui peut durer plusieurs mois. Ils s'intègrent alors au groupe familial et participent à la défense du territoire.

## Menace
L'Outarde de Vigors est un oiseau très courant en Afrique australe. Rien qu'en Afrique du Sud, les populations sont estimées à plusieurs centaines de milliers d'individus (Siegfried,1992). Selon de nombreux observateurs, les effectifs sont en constant accroissement, principalement en raison des pratiques pastorales qui favorisent la mise en valeur de leur habitat. L'espèce a colonisé de nouveaux habitats, notamment dans les terres agricoles du sud de la province du Cap. Elle ne bénéficie d'aucune mesure spécifique de protection. Seuls quelques centaines d'oiseaux vivent dans les parcs ou les zones protégées.